# I figli degli antenati
I figli degli antenati (The Pebbles and Bamm-Bamm Show) è una serie televisiva animata del 1971 prodotta da Hanna-Barbera, spinoff della serie principale I Flintstones. I protagonisti sono Ciottolina (peraltro ribattezzata nella versione italiana con il nome di Pallina), figlia di Fred e Wilma, e Bam-Bam, figlio di Barney e Betty, divenuti dei teenager (con un Barney incanutito). In Italia, la serie è stata trasmessa dal 30 ottobre 1973 su Rai 1, con un ordine degli episodi diverso da quello originale.
I due adolescenti sono contornati da coetanei con le caratteristiche stereotipate degli omologhi americani attuali. Non di rado i loro genitori intervengono per tirarli fuori dai pasticci, dimostrando la loro comprensione di adulti di mezza età.
A fare da contorno la figura misteriosa di Vittore lo Iettatore, personaggio stupido e trasandato, foriero di ogni evento negativo, tra questi una minuscola nuvola temporalesca che si abbatte sul malcapitato di turno.

## Episodi
| N° | Titolo originale          | Titolo italiano           | Prima TV USA      | Prima TV Italia  |
| -- | ------------------------- | ------------------------- | ----------------- | ---------------- |
| 1  | Gridiron Girl Trouble     | Campionessa di grido      | 11 settembre 1971 | 27 novembre 1973 |
| 2  | Putty in Her Hands        | Scolpire, che passione!   | 18 settembre 1971 | 20 novembre 1973 |
| 3  | Frog for a Day            | Rospo per un giorno       | 25 settembre 1971 | 13 novembre 1973 |
| 4  | The Golden Voice          | Voci d’oro                | 2 ottobre 1971    | 18 dicembre 1973 |
| 5  | Daddy's Little Helper     | La piccola spalla di papà | 9 ottobre 1971    | 6 novembre 1973  |
| 6  | Focus Foolery             |                           | 16 ottobre 1971   |                  |
| 7  | Pebbles' Big Boast        | Le spacconate di Pallina  | 23 ottobre 1971   | 11 dicembre 1973 |
| 8  | The Grand Prix Pebbles    | Il Grand Prix             | 30 ottobre 1971   | 4 dicembre 1973  |
| 9  | The Terrible Snorkosaurus | Un terribile snorkosauro  | 6 novembre 1971   | 25 dicembre 1973 |
| 10 | Schleprock's New Image    |                           | 13 novembre 1971  |                  |
| 11 | Coach Pebbles             |                           | 20 novembre 1971  |                  |
| 12 | No Cash and Carry         |                           | 27 novembre 1971  |                  |
| 13 | Wooly the Great           | Il grande Wolly           | 4 dicembre 1971   | 30 ottobre 1973  |
| 14 | Mayor May Not             |                           | 11 dicembre 1971  |                  |
| 15 | They Went That Away       |                           | 18 dicembre 1971  |                  |
| 16 | The Birthday Present      |                           | 1º gennaio 1972   |                  |